# Handelsministerium (Saudi-Arabien)
Das Ministry of Commerce (deutsch Handelsministerium, arabisch وزارة التجارة, DMG Wizārat at-Tiǧāra) ist ein Regierungsministerium auf Kabinettsebene von Saudi-Arabien, das sowohl für den Handels- als auch für den Investitionssektor im Königreich zuständig ist. Zu den Aufgaben des Ministeriums gehören die Entwicklung und Umsetzung von Richtlinien und Mechanismen, welche die Sektoren Handel und Investitionen regulieren. Der derzeitige Minister ist Madschid ibn Abdallah al-Qasabi, der am 7. Mai 2016 ernannt wurde.

## History
1954 wurde ein königliches Dekret zur Errichtung eines Handelsministerium erlassen, um den internen und externen Handel zu entwickeln und zu regulieren. Im Jahr 2003 wurde durch eine Regierungsumstrukturierung das Ministry of Commerce and Industry (Ministerium für Handel und Industrie) eingerichtet. Am 7. Mai 2016 wurde das Ministry of Commerce and Industry in Ministry of Commerce and Investment (Ministerium für Handel und Investitionen) umbenannt. Am 25. Februar 2020 wurde das Ministerium erneut umbenannt und trägt nun den Namen Ministry of Commerce (Handelsministerium).

## Struktur
Das Ministerium hat mehrere Behörden und Abteilungen, darunter:
- Deputy Ministry of Business
- Deputy Ministry of Policies & Regulations Affairs
- Deputy Ministry of Consumer Protection
- Deputy Ministry of Customer Services & Branches
- Deputy Ministry of Planning & Development
- Deputy Ministry of Shared Services
- Vision Realization Office
- E-Commerce Center
- Transformation Office
- General Department of Marketing & Communications

## Büros der Handelsattachés
Das Ministerium beaufsichtigt auch die Büros der Handelsattachés weltweit mit dem Ziel, Handelsbeziehungen mit anderen Ländern aufzubauen und zu entwickeln. Im Mai 2018 ernannte Saudi-Arabien in Japan mit Samar Saleh erstmalig eine Frau zum Handelsattaché.